# Banyuls-sur-Mer
Banyuls-sur-Mer (em catalão:  Banyuls de la Marenda) é uma comuna francesa na região administrativa da Occitânia, no departamento dos Pirenéus Orientais. Estende-se por uma área de 42.34 km², com 4.752 habitantes, segundo o censo de 2018, com uma densidade de 110 hab/km².

## História
A primeira menção escrita da cidade data de 981, então chamada "Balneum" ou "Balneola". Em 1074, a grafia muda para "Bannils de Maritimo" para distinguir a cidade de "Banyuls-dels-Aspres", a 20 km de distância. O termo "Marenda" é mencionado em 1197 ("Banullis de Maredine") e em 1674 ("Banyuls del Marende"). Desde o século XIX, existe o atual nome catalão "Banyuls de la Marenda".

## Personalidades ligadas à comuna
- Aristide Maillol, nascido e enterrado na cidade, considerado um dos maiores escultores do século XX. Um museu presta-lhe homenagem na casa de Banyuls onde viveu e o monumento ao morto "Esquisse pour l'Harmonie", uma das suas obras mais importantes, pode ser visto na aldeia.
- Emil Racovita (1868-1947), explorador polar romeno, antigo codiretor do laboratório Arago.
- Jean de La Hire (1878-1956), escritor nascido em Banyuls-sur-Mer.
- Marc Eyraud (1924-2005), ator, falecido em Banyuls-sur-Mer.
- Édouard Chatton foi um biólogo francês que caracterizou pela primeira vez a distinção entre os sistemas de organização celular eucariótico e procariótico. Chatton cunhou os termos no seu artigo de 1925 Pansporella perplexa: Reflections on the biology and phylogeny of protozoa.
- Nils Seethaler (*1981), antropólogo cultural alemão, passou parte da sua infância em Banyuls-sur-Mer.